# Besleria salicifolia
Besleria salicifolia là một loài thực vật có hoa trong họ Tai voi. Loài này được Ersch mô tả khoa học đầu tiên năm 1912.